# Cyrtopholis agilis
Cyrtopholis agilis är en spindelart som beskrevs av Pocock 1903. Cyrtopholis agilis ingår i släktet Cyrtopholis och familjen fågelspindlar. Inga underarter finns listade i Catalogue of Life.